# Panthera pardus jarvisi
El leopardo del Sinaí es una subespecie de leopardo encontrado en la Península del Sinaí y las montañas de Eilat (Israel). Ha sido catalogada como una subespecie distinta de leopardo, a pesar de que los análisis genéticos indican que estaría relacionado y por tanto pertenecería a la subespecie Panthera pardus saxicolor, también conocido como leopardo persa. Es mucho más pequeño que el leopardo africano y prefiere cazar pájaros, ratones y damanes; aun así, comerá cabras y ejemplares de ganado pequeño si estuvieran disponibles.
Las poblaciones de beduinos cazaron tradicionalmente esta subespecie, llevándola prácticamente hasta la extinción. En la actualidad su estado salvaje es considerado como crítico; posiblemente pudiera encontrarse ya extinguido.